# Zając alaskański
Zając alaskański (Lepus othus) – gatunek ssaka z rodziny zającowatych (Leporidae), zamieszkujący zachodnią Alaskę.

## Zasięg występowania
Zając alaskański występuje w zależności od podgatunku:
- L. othus othus – zachodnia Alaska (Stany Zjednoczone).
- L. othus poadromus – półwysep Alaska (Stany Zjednoczone).
- L. othus tschuktschorum – Półwysep Czukocki, północno-wschodnia Syberia (Rosja).

## Taksonomia
Gatunek po raz pierwszy naukowo opisał w 1900 roku amerykański zoolog Clinton Hart Merriam nadając mu nazwę Lepus othus. Holotyp pochodził z St. Michaels, z Zatoki Nortona, w Alasce, w Stanach Zjednoczonych.
Wcześniej trzy gatunki arktyczne (L. timidus, L. arcticus i L. othus) były zaliczane na podstawie cech morfologicznych do L. timidus. Potwierdza to również analiza genetyczna mtDNA, chociaż dowody oparte wyłącznie na mtDNA należy traktować ostrożnie. Istnieje również pogląd, że istnieją dwa gatunki: L. timidus w Starym Świecie i L. arcticus w Grenlandii, w północnej Kanadzie, na Alasce i półwyspie Czukczi w Rosji. Jeszcze inni taksonomowie uważają L. arcticus za konspecyficzny z L. timidus i różniący się od L. othus. Dopóki nie będą dostępne rozstrzygające dowody, te trzy taksony są uważane za odrębne gatunki z L. timidus w Starym Świecie, L. othus na Alasce i L. arcticus w północnej Kanadzie i Grenlandii. Granica zasięgu między L. timidus i L. othus nie jest wyraźna i może znajdować się w Cieśninie Beringa lub w rejonie Kołymy, w Rosji. Badania przeprowadzone w XXI wieku oparte na analizie filogenezy molekularnej sugerują, że występuje w Cieśninie Beringa, ale nadal zachodzi potrzeba dalszych, dokładniejszych badań. Jeśli zasięg występowania obejmuje takson tschuktschorum ze wschodniej Syberii, ma pierwszeństwo przed othus, ale przed zmianą nazwy należy przeanalizować okaz typowy tschuktschorum, aby potwierdzić jego status gatunkowy. Badania filogenetyczne sugerują, że populacje ze wschodniej Syberii są bliżej spokrewnione z L. timidus. Badania morfologiczne wykazały, że L. othus jest bliżej spokrewniony L. townsendii niż z innymi północnymi gatunkami z rodzaju Lepus. L. othus jest częściowo konspecyficzny z L. americanus na Alasce. Autorzy Illustrated Checklist of the Mammals of the World rozpoznają trzy podgatunki.

### Etymologia
- Lepus: łac. lepus leporis „królik, zając”[9].
- othus: w mitologii greckiej Otos (gr. Ώτος Ōtos, łac. Otus), był olbrzymem z rodu Aloadów[10].
- poadromus: gr. ποα poa, ποας poas „trawa, łąka”[11]; -δρομος -dromos „-biegnący”, od τρεχω trekhō „biegać”[12].
- tschuktschorum: Półwysep Czukocki, Syberia[13].

## Morfologia
Długość ciała (bez ogona) 570–620 mm, długość ogona 65–83 mm, długość ucha 90–91 mm, długość tylnej stopy 164–179 mm; masa ciała 3,9–4,8 kg. Tylne stopy ułatwiają poruszanie się po powierzchni śniegu. Używają ich również do obrony przed drapieżnikami. Ich uszy są krótsze niż u większości innych gatunków zajęcy, dzięki czemu tracą przez nie mniej ciepła w czasie zimy. Ich sierść w szacie letniej jest, z wyjątkiem spodu, koloru szaro-brązowego, natomiast w szacie zimowej przybiera w całości barwę białą.

## Ekologia
Zając alaskański występuje często w tundrze i na skalistych lub krzewiastych terenach, gdzie jego kamuflaż zapewnia ochronę przed drapieżnikami. Odżywia się roślinnością zielną. Aktywny jest głównie o świcie i zmierzchu. Do polujących na niego drapieżników należą lisy, niedźwiedzie polarne, rosomaki, łasice i ptaki drapieżne. Również ludzie polują na ten gatunek, chodź częściej dla futra i sportu niż mięsa.
Zając alaskański jest samotnikiem i zwykle tylko w sezonie rozrodczym, w kwietniu i maju, tworzy grupy. Samica wydaje rocznie jeden miot, w którym znajduje się od 4 do 8 młodych. Zajączki rodzą się w czerwcu i lipcu, z pełną okrywą włosową i otwartymi oczyma, dzięki czemu są aktywne już wkrótce po urodzeniu.